# Sébastopol
Pour les articles homonymes, voir Sebastopol (homonymie).
Sébastopol (en russe et ukrainien : Севастополь, Sevastopolʹ ; en grec ancien : Χερσόνησος Khersonêsos ; en tatar de Crimée : Акъяр, Aqyar) est une ville située dans le Sud-Ouest de la Crimée.
Elle est de jure une ville à statut spécial d'Ukraine, mais depuis le 18 mars 2014, à la suite de l'annexion de la Crimée par la Russie, Sébastopol est de facto russe avec le statut de ville d'importance fédérale. Ce statut n'est pas reconnu par l'Organisation des Nations unies (ONU), l'Ukraine et par un grand nombre de pays. Elle fut fondée le 14 juin 1783 par l'impératrice Catherine II de Russie, sur un site de la baie de Kalamita particulièrement favorable à l'implantation d'un port, puisque formé de huit calanques en eau profonde, dont celle de Balaklava. La population de la municipalité de Sébastopol s'élève à 556 304 habitants en 2023.
La ville est située à 1 275 km au sud-sud-ouest de Moscou, à 690 km au sud-sud-est de Kiev, à 61 km au sud-ouest de Simferopol et à 11 km au nord-ouest de la petite ville touristique de Balaklava. Beaucoup de touristes venant des pays de la Communauté des États indépendants s'y rendent en été. La ville comporte de nombreux bâtiments du XIXe siècle, ainsi que de nombreux monuments datant de l'ère communiste. Sébastopol est l'une des « villes héros de l'Union soviétique » avec Moscou, Kiev, Odessa…
Le siège de cette ville en 1854 fut la principale opération de la guerre de Crimée.
Elle abrite la base navale de la flotte de la mer Noire. Cette base fut dotée d'une partie réservée aux sous-marins nucléaires d'attaque creusée sous la montagne de Balaklava, mais qui serait désormais un site abandonné pour cet usage.

## Statut politique et subdivision

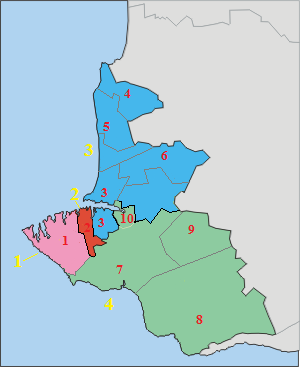
Raïons et municipalités de Sébastopol :
1. raïon de Gagarine (dont :
1. - municipalité de Gagarine) ;
2. raïon de Lénine (dont :
2. - municipalité de Lénine) ;
3. raïon de Nakhimov (dont :
3. - municipalité de Nakhimov,
4. - municipalité de Andreevka,
5. - municipalité de Katcha,
6. - municipalité de Verkhnesadovoe) ;
4. raïon de Balaklava (dont :
7. - municipalité de Balaklava,
8. - municipalité de Orlynoe,
9. - municipalité de Ternovka,
10. ville d'Inkerman).

Administrativement, depuis son annexion de fait par la Russie, la ville de Sébastopol constitue la 3e ville d'importance fédérale de Russie (après Moscou et Saint-Pétersbourg).
La municipalité de Sébastopol comprend deux villes (Sébastopol et Inkerman), une commune urbaine (Katcha) et un certain nombre de villages. Son territoire est administrativement subdivisé en quatre raïons.
Deux raïons sont entièrement urbains : raïon de Gagarine pour la partie ouest de Sébastopol et raïon de Lénine pour le centre-ville. Le raïon de Nakhimov comprend la partie nord de Sébastopol plus le territoire situé au nord du fleuve Belbek, y compris la commune urbaine de Katcha. Enfin le raïon de Balaklava, qui est le plus étendu, comprend la partie sud-est de Sébastopol, la ville d'Inkerman et un vaste espace rural.

## Histoire

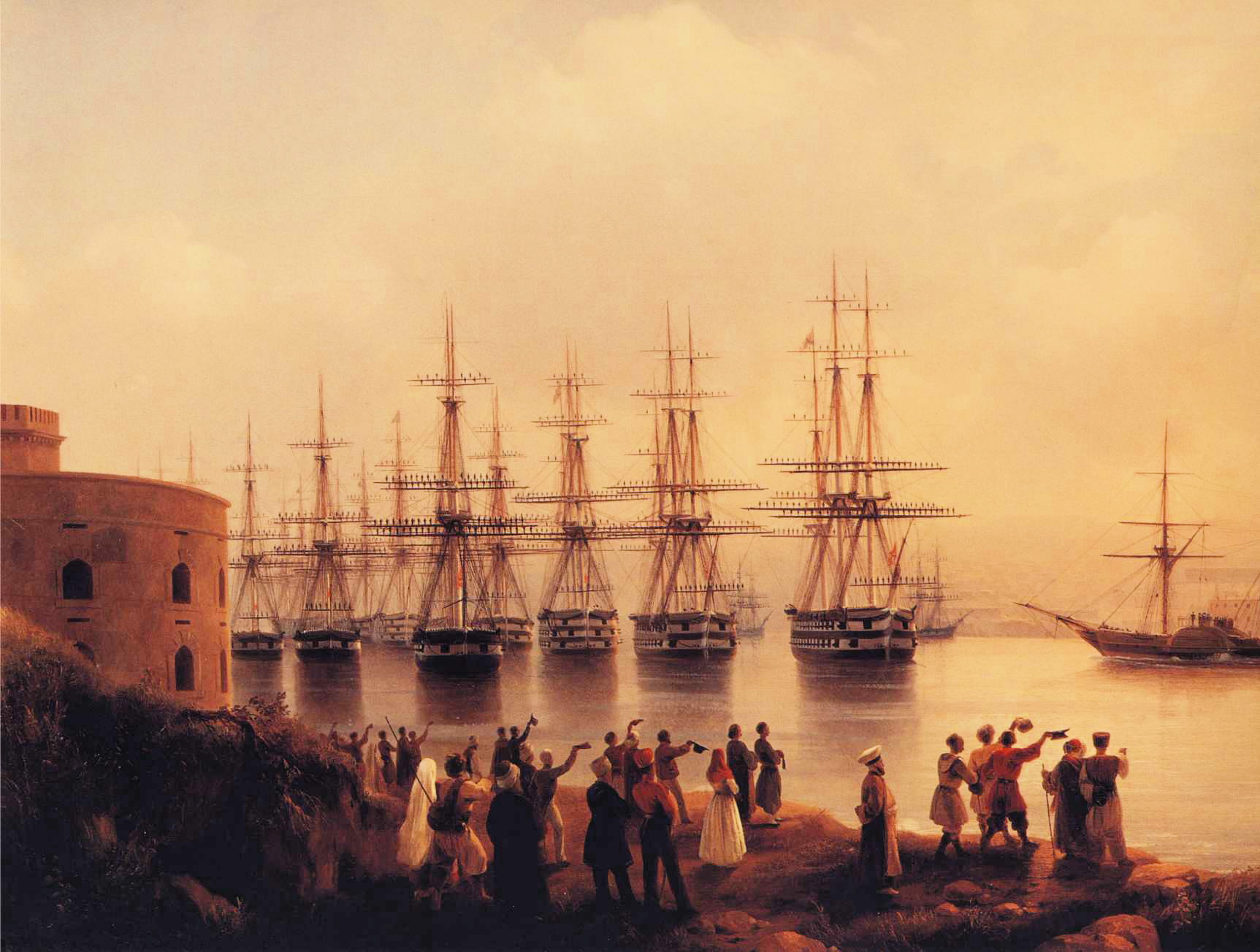
L'escadre russe de la mer Noire devant Sébastopol, peinture d'Ivan Aïvazovski (détail), 1846.

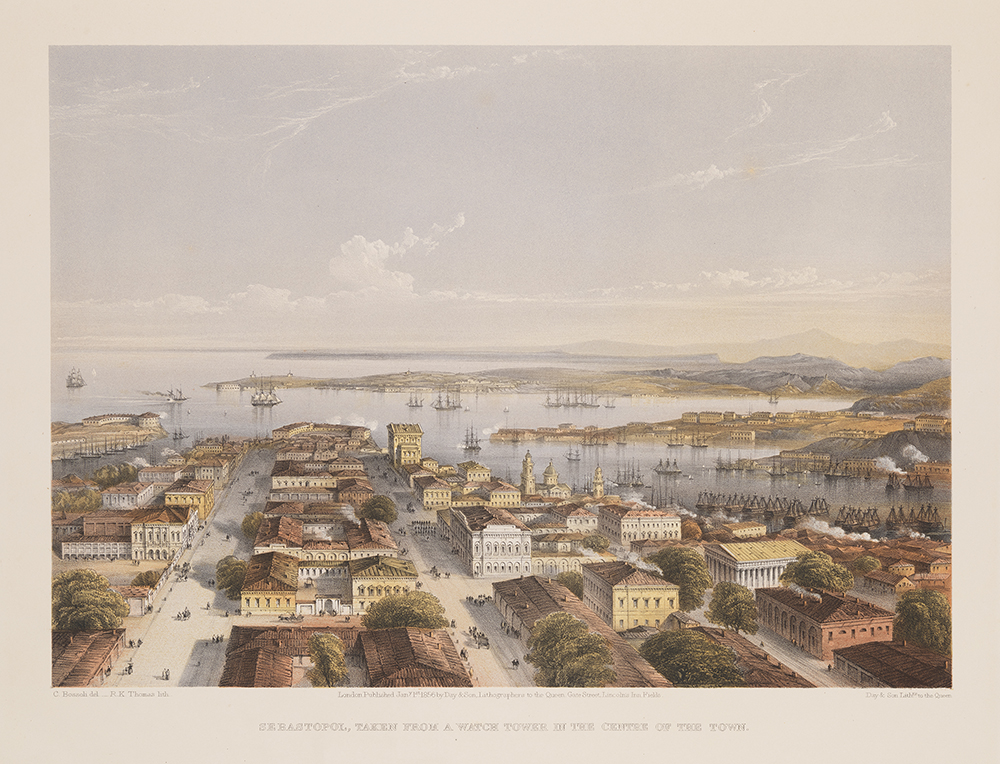
Sébastopol vue depuis une des tours de guet du centre-ville, dessin de Carlo Bossoli et Robert Kent Thomas, 1856.

Dans l'antiquité, le site a abrité la cité grecque de Chersonèse (« péninsule », en grec, en référence à la Crimée, alors appelée Tauride). Devenue byzantine, cette cité portuaire a subsisté sous le nom de Calamita (« roselière ») jusqu'à la chute de la principauté de Théodoros aux mains de l'Empire ottoman en 1475. Par la suite, il ne reste qu'un village de pêcheurs pontiques appelé par les Tatars Aqyar (« Pâles filles »). La ville moderne est fondée en 1783, après la première annexion de la Crimée par la Russie en 1783, et devient une importante base navale et un port de commerce florissant. Selon Jean-François Gamba, qui en fait la description à l'occasion de son second voyage dans la partie méridionale de l'Empire russe dans les années 1820, ce choix s'explique par sa topographie : « La baie de Sébastopol est l'une des plus belles et des plus sûres du monde ; elle se compose de plusieurs bras et bassins où l'eau est également profonde. »
Ayant déjà donné le nom de « Cherson » à une autre ville fondée en 1778, l'impératrice Catherine II de Russie baptise par décret le nouveau port « Sébastopol » (soit « vénérable cité » en grec). Durant la guerre de Crimée, Sébastopol est assiégée par les Français, les Britanniques et les Turcs et doit se rendre après onze mois.
En 1875, la ville est reliée au réseau ferroviaire russe par l'ouverture de la gare de Sébastopol.

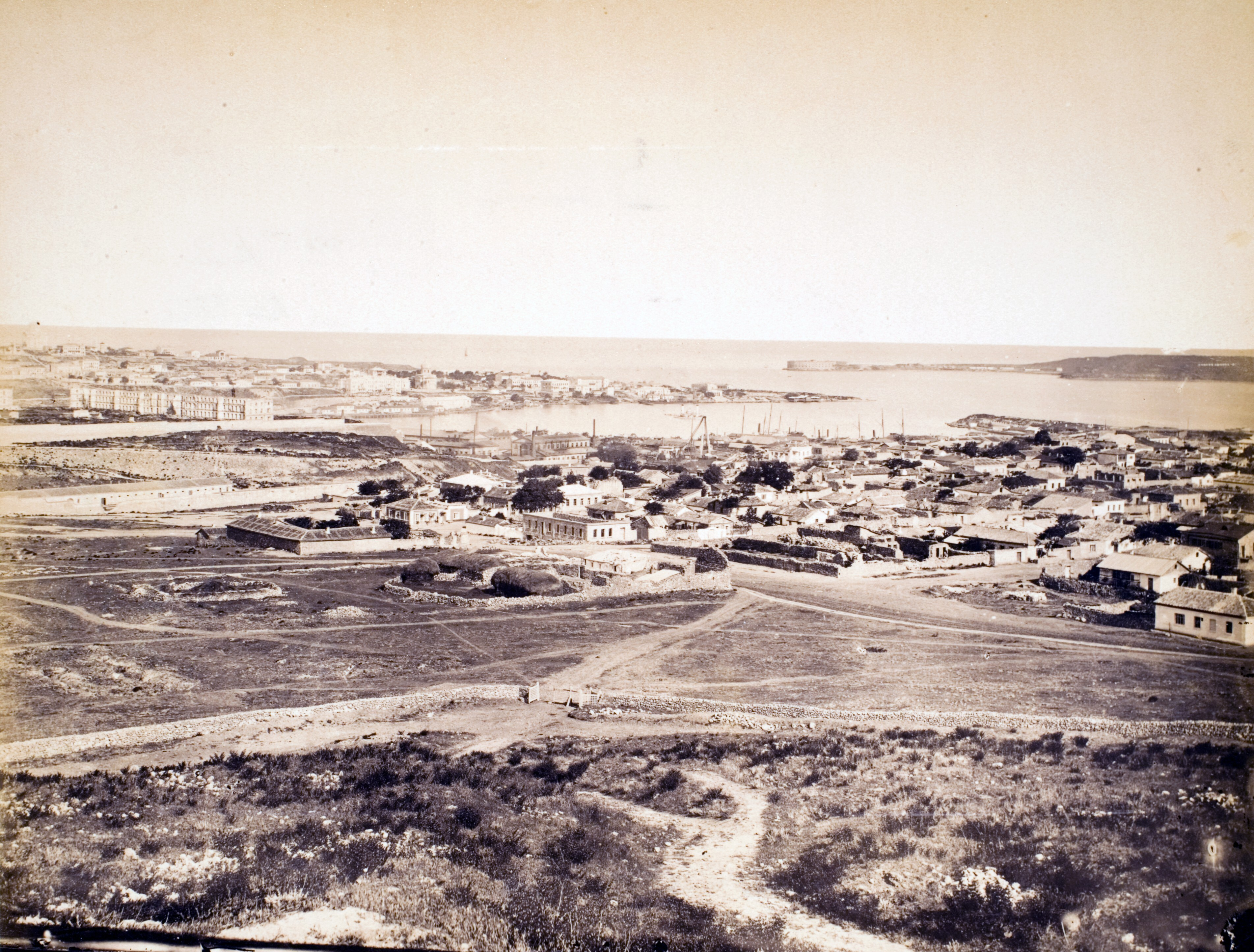
Sébastopol, prise de vue du 31 janvier 1899 Department of Image Collections, National Gallery of Art Library, Washington, DC

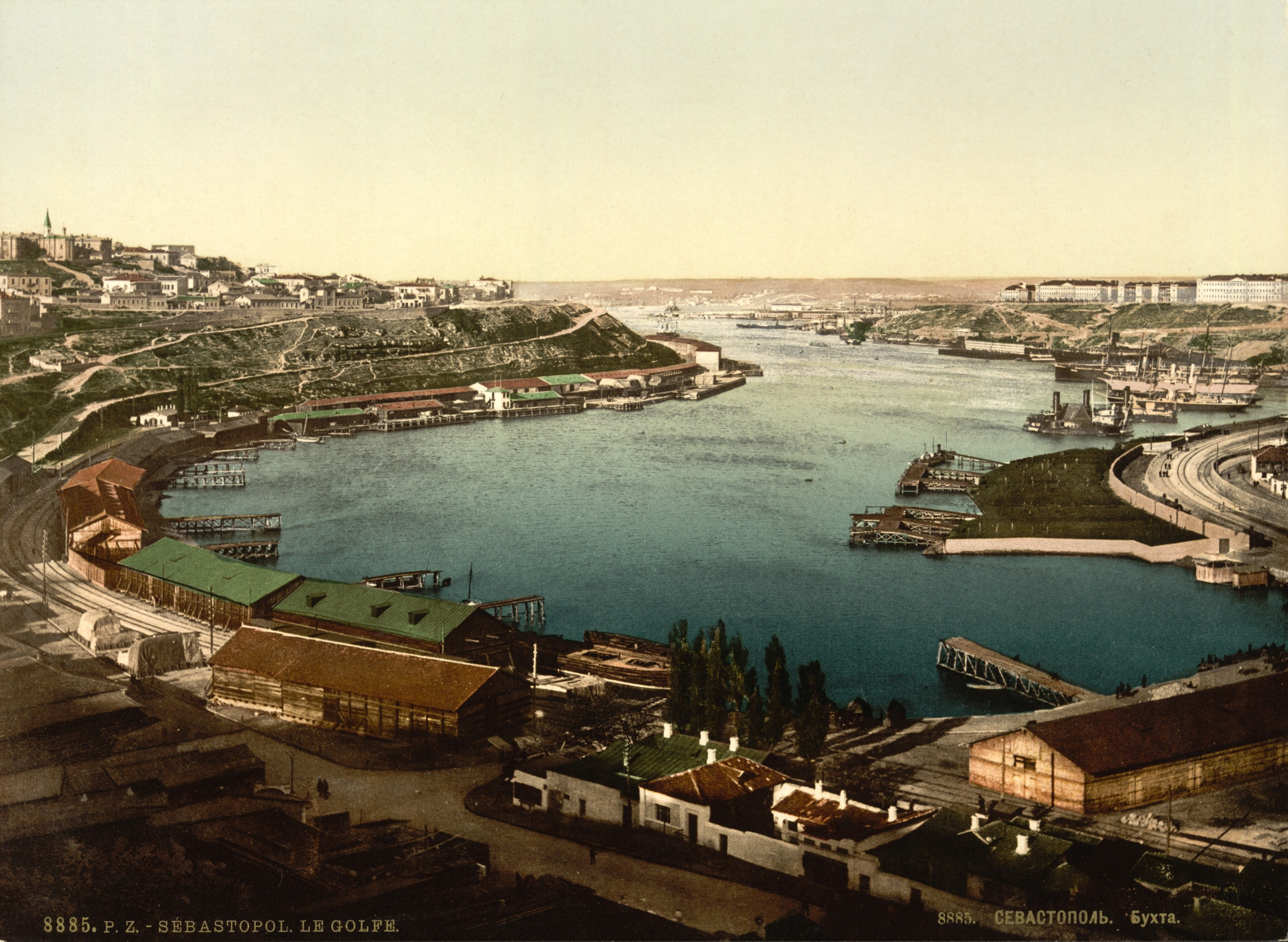
Une vue de Sébastopol vers 1905.

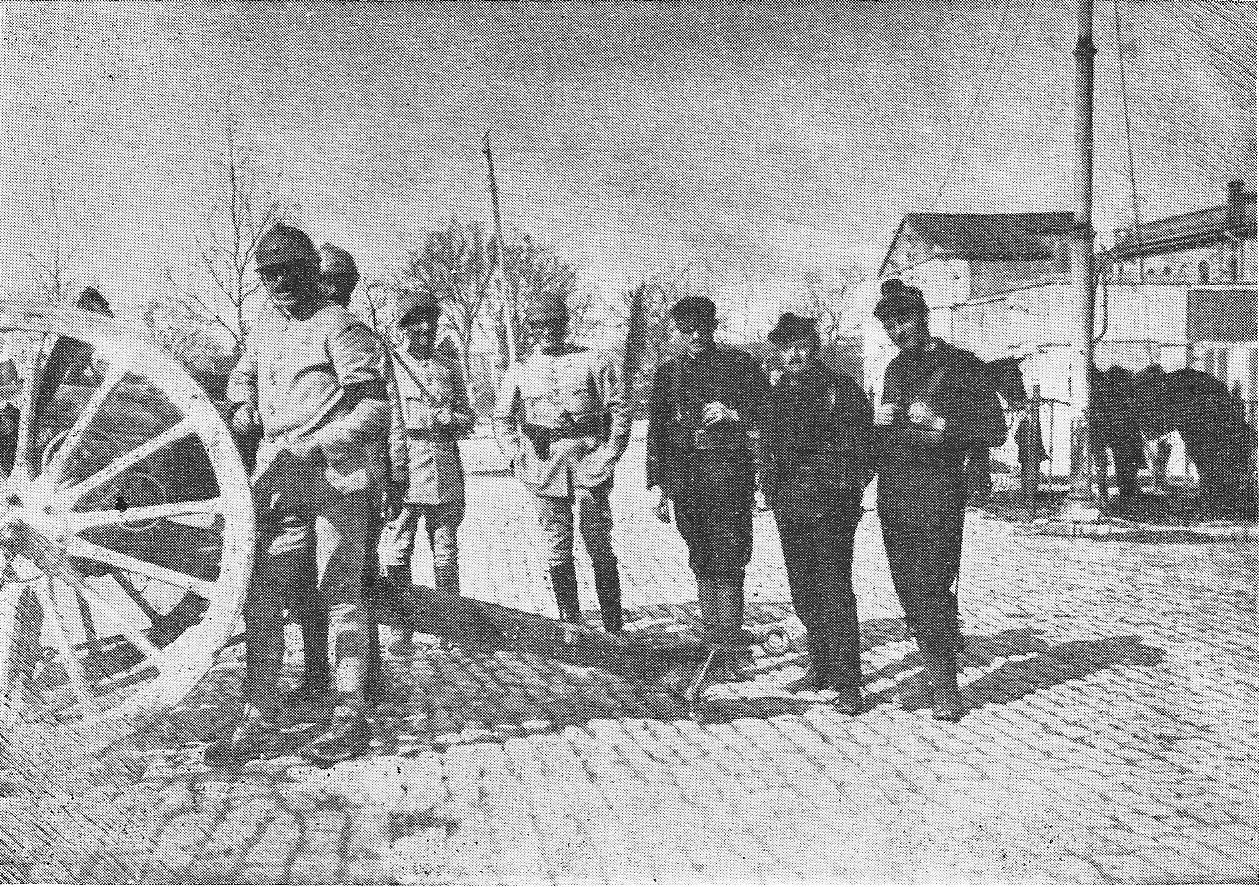
Troupes françaises à Sébastopol le 13 mars 1919.

Pendant la guerre civile russe, Sébastopol est prise à tour de rôle par les Allemands, les bolchéviques et les armées blanches des généraux Dénikine et Wrangel. Fin 1918, début 1919, la ville est brièvement occupée par les Français venus y soutenir les Armées blanches. En novembre 1920, la flotte de l'Armée blanche évacue la Crimée avec à son bord les militaires et civils fuyant l'avancée de l'Armée rouge. La ville est livrée à la Terreur rouge (Russie), organisée par le hongrois Béla Kun.
En 1921, la ville est rattachée à la république socialiste soviétique autonome de Crimée, qui devient en 1945 l'oblast de Crimée, au sein de la RSFS de Russie. À partir de 1948, la ville ne dépend plus de l'oblast de Crimée, mais directement de la RSFS de Russie.
Durant la Seconde Guerre mondiale, les troupes allemandes s'approchent de Sébastopol, et lancent dans la baie de Kalamita, le 30 octobre 1941, une attaque qui échoue car la ville est puissamment fortifiée. La 11eArmée allemande assiège alors Sébastopol, bombardée par l'artillerie terrestre et l'aviation allemande, et par la marine militaire roumaine. Une deuxième offensive terrestre, bien plus puissante, commence le 17 décembre 1941 mais échoue à son tour. Les forces de l'Axe se replient à la fin de l'année. Le 7 juin 1942, débuta une nouvelle attaque de très grande ampleur avec la plus forte concentration allemande d'artillerie très lourde de toute la guerre, et d'intenses bombardements par la Luftwaffe. Après plus de 250 jours de siège, la ville fut prise au cours des deux premiers jours de juillet.

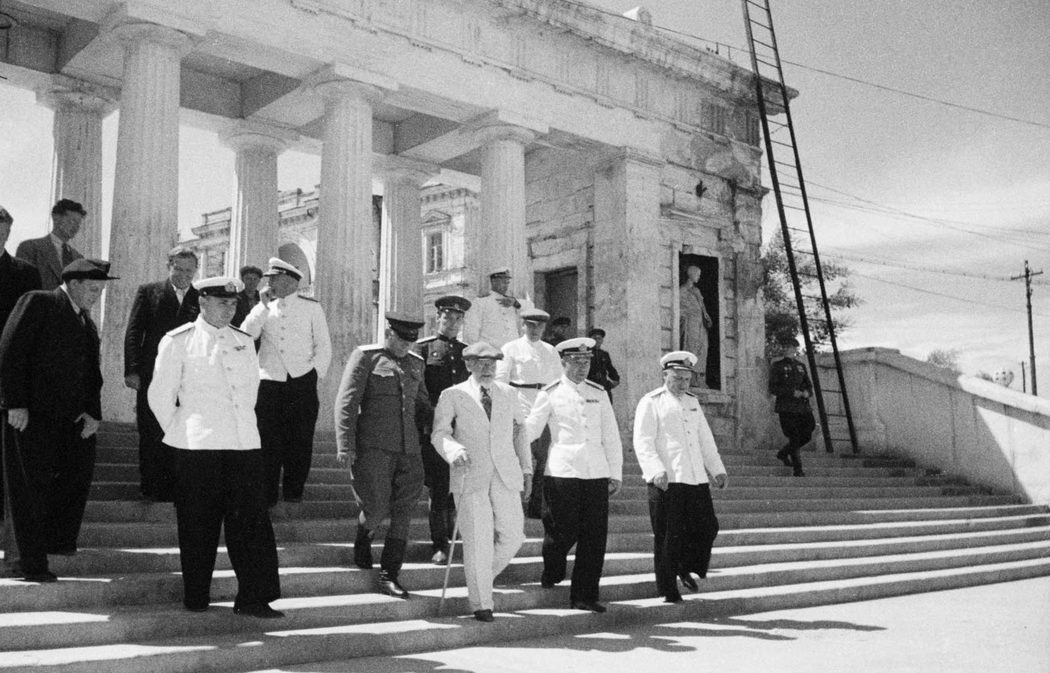
Le dirigeant soviétique Mikhaïl Kalinine à Sébastopol le 1er janvier 1945.

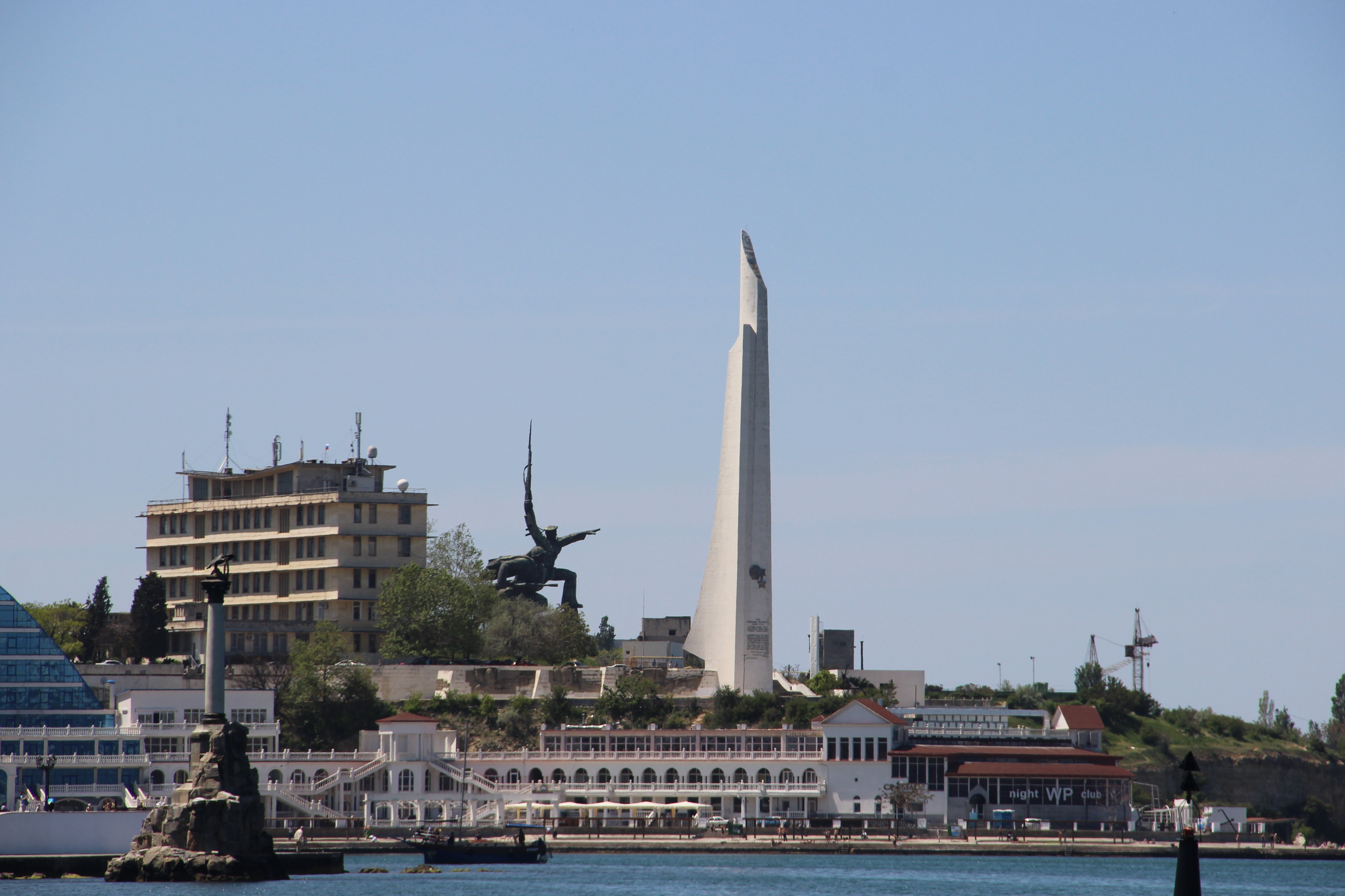
Monument aux défenseurs de Sébastopol, photographié le 14 mai 2015.

Pratiquement rasée, occupée par les Allemands de l'été 1942 jusqu'au printemps 1944, la ville dut pendant cette époque subir le massacre de sa population juive au stade de la Tchaïka (« mouette »). La ville fut libérée par des combats meurtriers en mai 1944 et Sébastopol reçut le titre de « ville héros » en 1945. La médaille de l'étoile d'or du titre se retrouve sur le blason de la ville. Un monument a été inauguré en plein centre-ville, lors de la célébration du 60e anniversaire de la victoire des forces alliées sur l'Allemagne nazie, en mémoire de la résistance héroïque de la ville ainsi que de onze autres villes de l'Union soviétique qui possèdent le statut de « ville-héros ».
En 1954, sur l'initiative de Nikita Khrouchtchev, en l'honneur du tricentenaire de l'union de la Russie et de l'Ukraine, l'oblast de Crimée est transféré à la république socialiste soviétique d'Ukraine. À la suite de ce transfert, l'oblast de Crimée est subordonné de jure au pouvoir de Kiev mais Sébastopol, ville militaire, reste de facto sous administration de la RSFSR jusqu’à la dislocation de l'Union soviétique en 1991. Elle a également le statut de ville fermée strictement interdite aux étrangers, qu'elle garde jusqu'en 1997.
En 1957, la ville de Balaklava est rattachée à Sébastopol.
En 1992, une république autonome de Crimée est instaurée au sein de l'Ukraine indépendante, mais Sébastopol, où la flotte de la mer Noire de la Russie stationne depuis le XVIIIe siècle, n'en fait pas partie. Dans l'État ukrainien de jure, Sébastopol reste russe de facto : plus spécifiquement, l'usage de la base militaire stratégique est concédée par bail à la Russie en 1994, sous réserve de ne pas y augmenter ses forces militaires.
Renouvelé en 2010, ce bail court théoriquement jusqu’en 2042, mais, avec l'Annexion de la Crimée par la Russie en 2014, bail et restrictions sont caducs. Moscou y a installé six nouvelles frégates, six sous-marins, deux corvettes et des unités aéroportées et terrestres,,,. La Russie est ainsi principal employeur des Sébastopolitains.
En réaction à la révolte ukrainienne de 2014, le parlement de Crimée proclame le 11 mars l'indépendance de la péninsule vis-à-vis de l'Ukraine, y compris Sébastopol, et prévoit l'organisation d'un référendum le 16 mars, non reconnu par la communauté internationale. La population de Crimée s'étant prononcée pour un rattachement à la Russie, le président russe Vladimir Poutine signe le 17 mars un décret reconnaissant formellement l'indépendance de la république de Crimée vis-à-vis de l'Ukraine.
Le 18 mars, le lendemain de cette reconnaissance par Moscou, les nouveaux dirigeants pro-russes en Crimée et Vladimir Poutine signent un traité à Moscou, établissant le rattachement officiel de l'État criméen à la Russie. La république de Crimée et la ville de Sébastopol deviennent deux sujets de la fédération de Russie. Sébastopol devient ville d'importance fédérale. Selon l'immense majorité de la communauté internationale, la Crimée et Sébastopol sont ukrainiens de jure et russes de facto.
Dans le contexte de la guerre russo-ukrainienne, la ville fut frappée plusieurs fois comme en octobre 2022 par des drones, lors de l'opération « nasse à crabes » et le 23 mars 2024, un mort et plusieurs blessés.

## Description de la ville

Panorama de Sébastopol (2006).
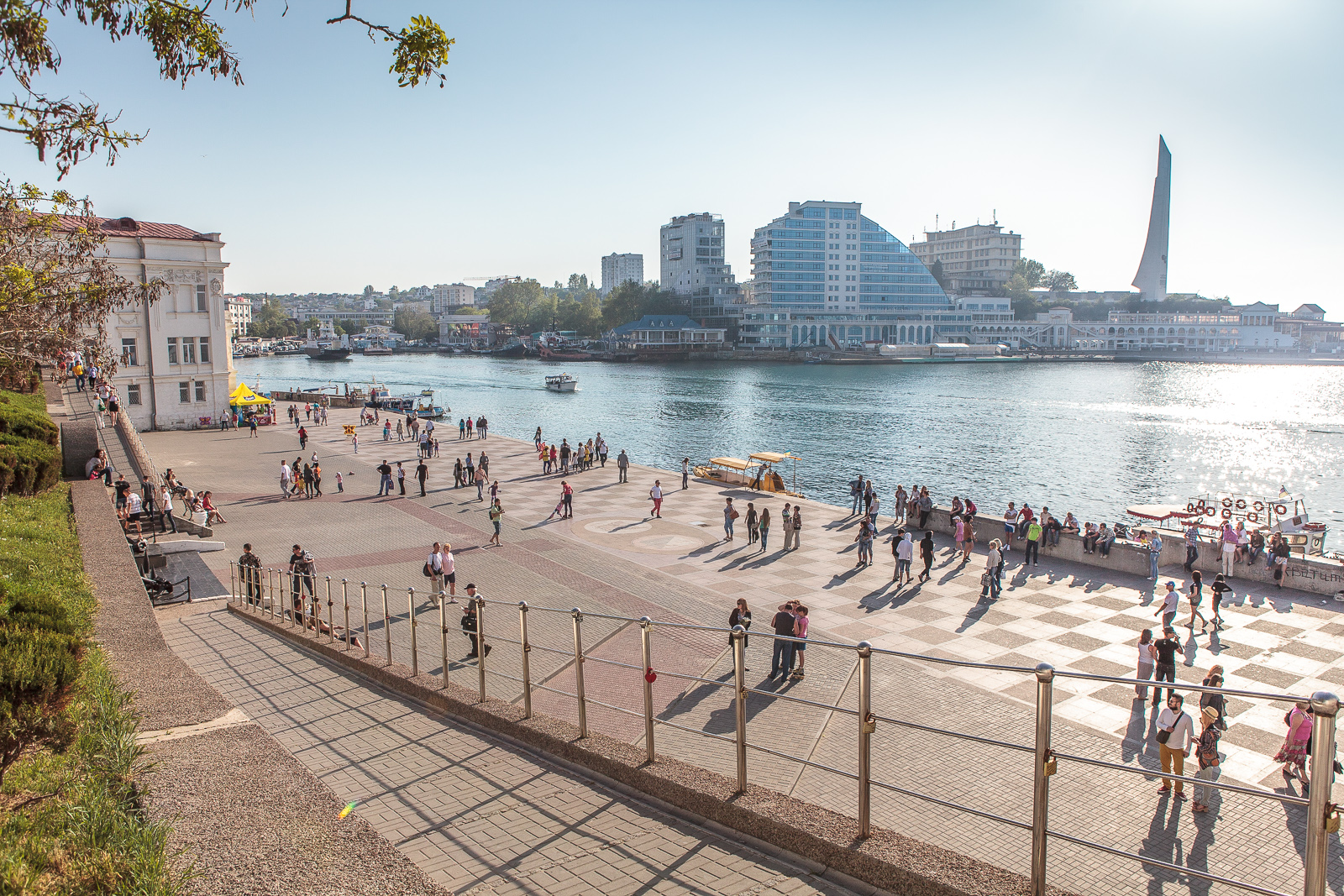
Quai de Sébastopol.
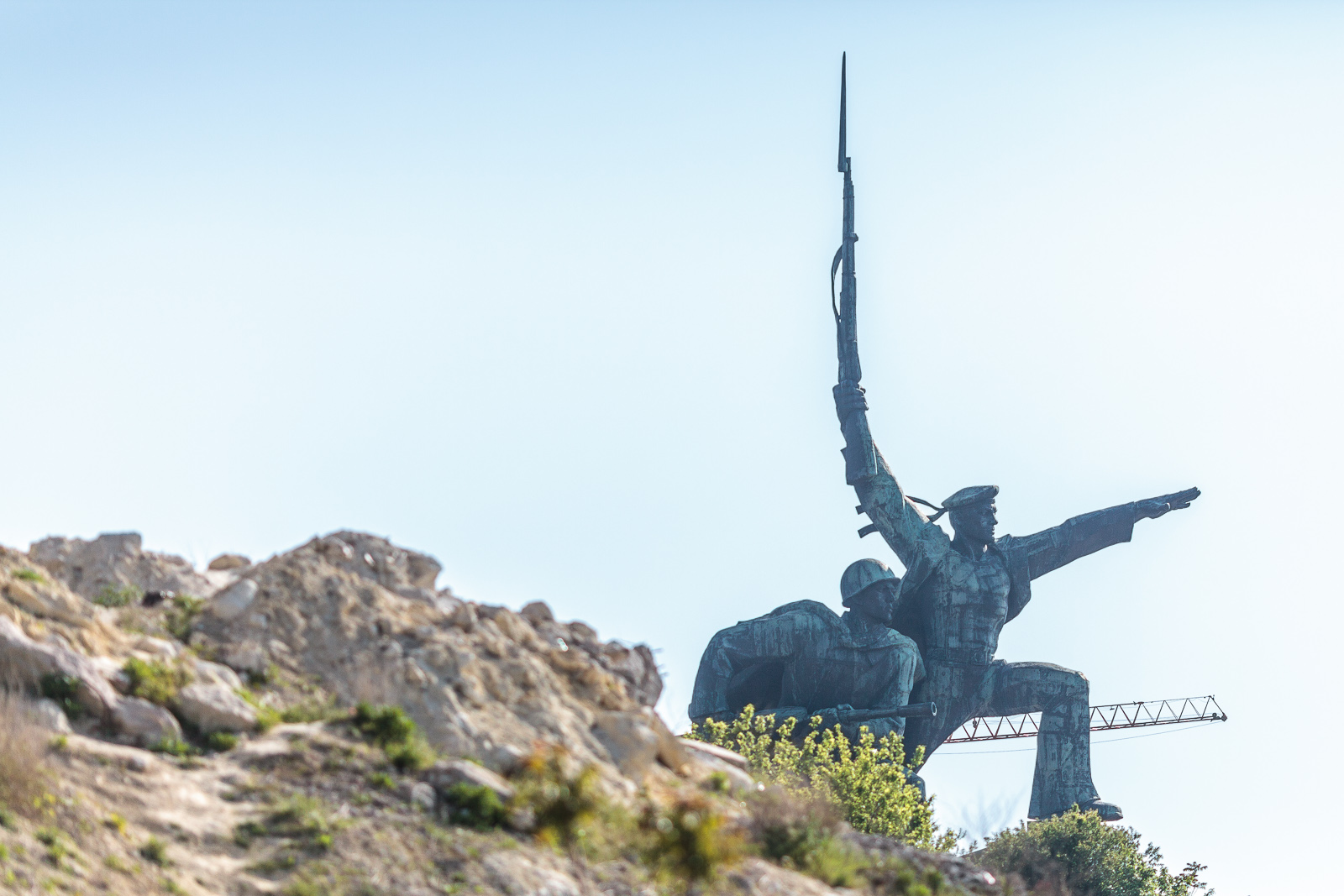
Monument à l'entrée du port.
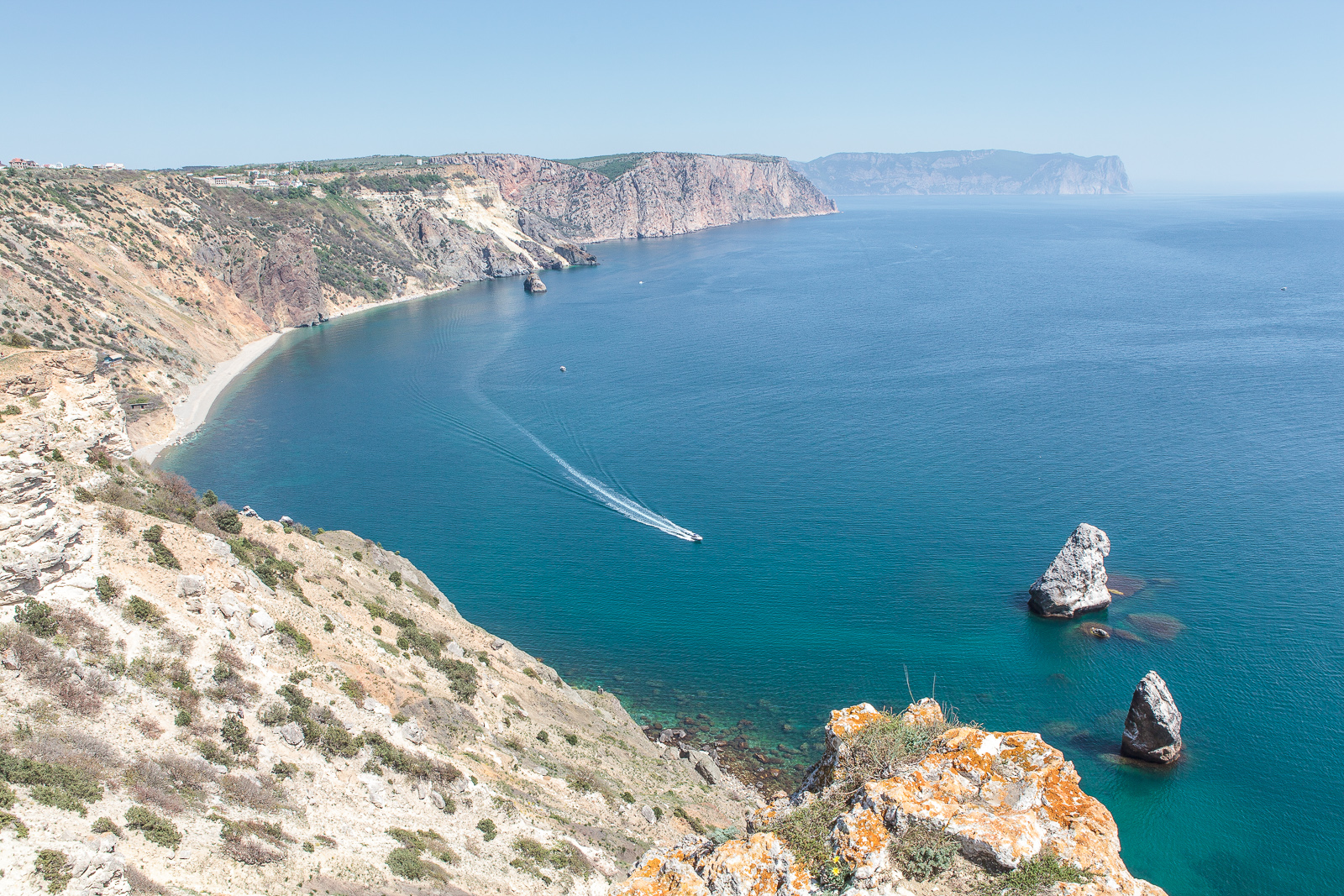
Les côtes de Sébastopol.
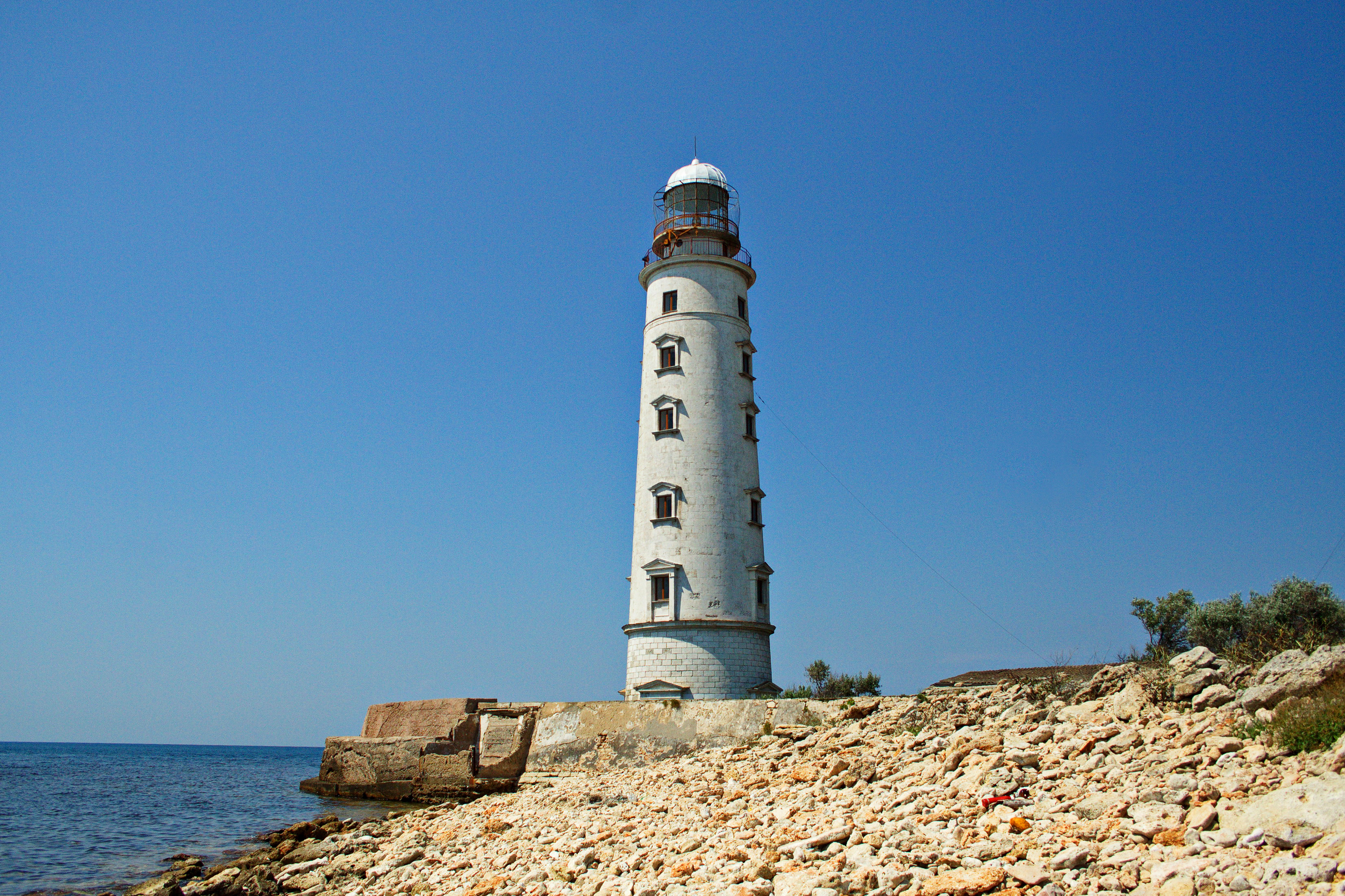
Phare de Chersonèse.
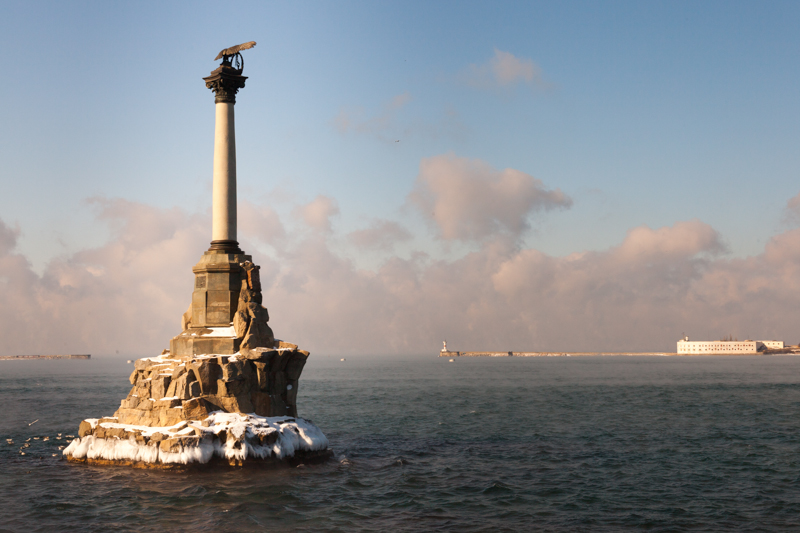
Monument aux bateaux coulés.
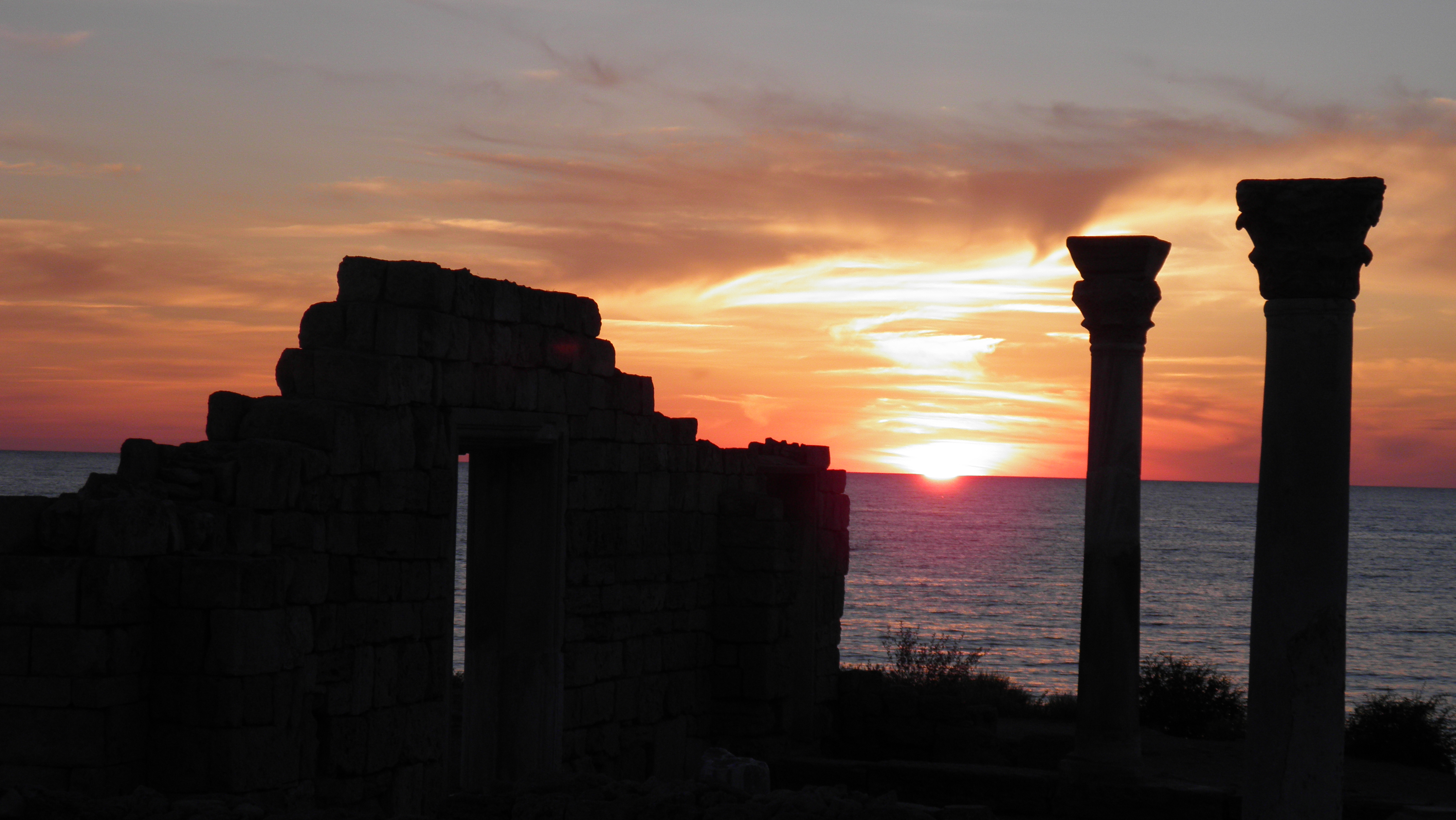
Ruines de la Basilique byzantine de Chersonèse.
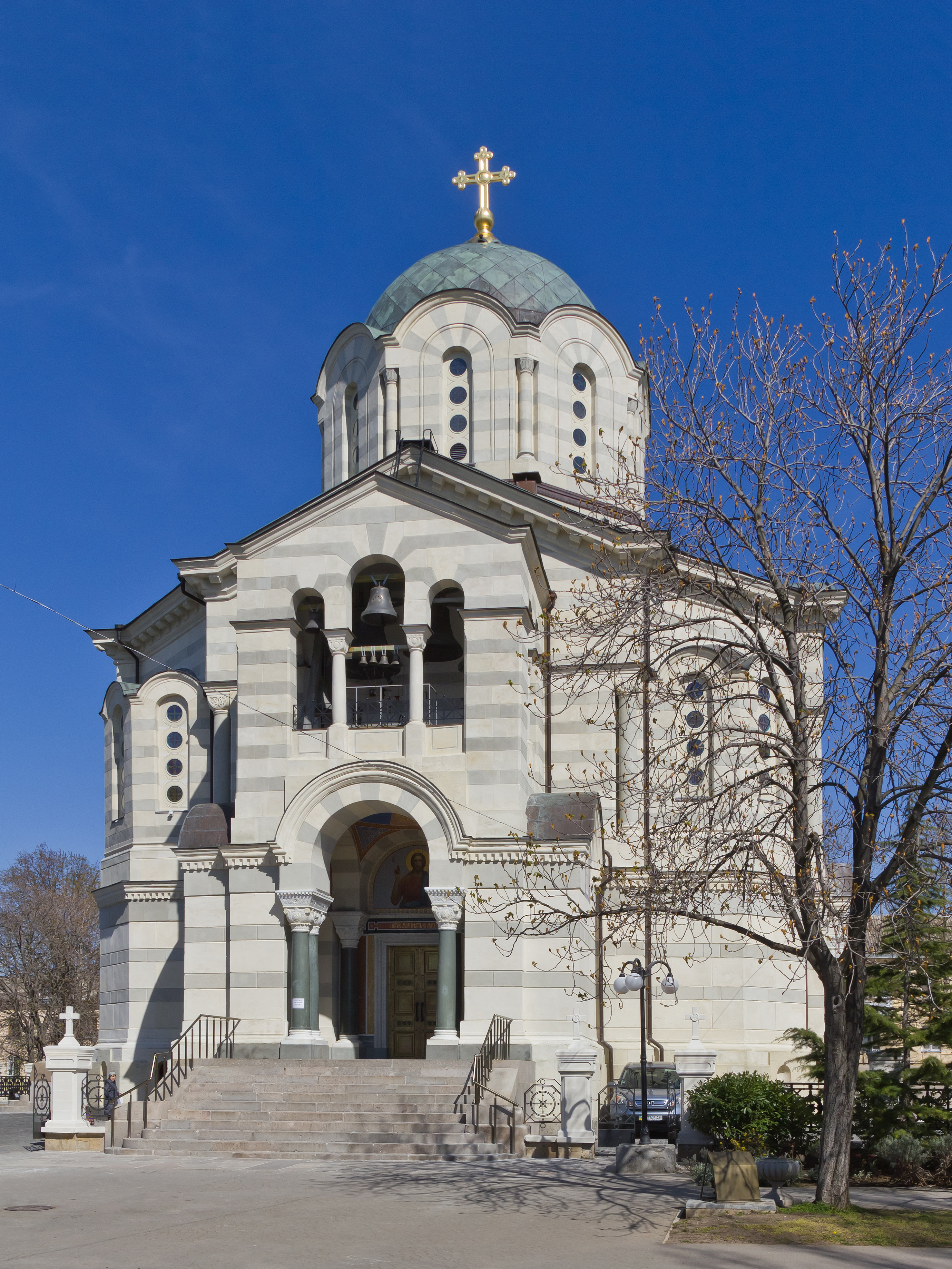
Cathédrale Saint-Vladimir de Sébastopol.

### Architecture religieuse
- Églises orthodoxes :
  - Cathédrale de l'Intercession de Sébastopol ;
  - cathédrale Saint-Vladimir de Sébastopol ;
  - cathédrale Saint-Vladimir de Chersonèse ;
  - église Saint-Nicolas ;
  - Église Saints-Pierre-et-Paul de Sébastopol ;
  - Église de Tous-les-Saints ;
  - Église Saint-Mitrophane ;
  - Monastère des Grottes d'Inkerman.
- Église luthérienne du Christ-Sauveur.
- Synagogue karaïm de Sébastopol.
- Mosquée Aq-Yar Juma Jami de Sébastopol.

## Population

### Évolution démographique
En 2011, la population de la municipalité de Sébastopol s'élevait à 380 821 habitants, dont 340 297 pour la ville de Sébastopol. En 2023, la population de la municipalité de Sébastopol s'élevait à 556 304 habitants.
Recensements (*) ou estimations de la population :
| 1875   | 1897*  | 1926*  | 1939*   | 1959*   | 1970*   |
| ------ | ------ | ------ | ------- | ------- | ------- |
| 12 000 | 53 000 | 96 700 | 114 000 | 148 033 | 228 904 |

| 1979*   | 1989*   | 2001*   | 2009    | 2010    | 2011    |
| ------- | ------- | ------- | ------- | ------- | ------- |
| 300 686 | 356 123 | 342 451 | 339 921 | 340 102 | 340 297 |

| 2012    | 2013    | 2014    | 2015    | 2016    | 2017    |
| ------- | ------- | ------- | ------- | ------- | ------- |
| 340 559 | 342 580 | 393 304 | 398 973 | 416 263 | 428 753 |

| 2018    | 2019    | 2020    | 2021    | 2022    | 2023    |
| ------- | ------- | ------- | ------- | ------- | ------- |
| 436 670 | 443 212 | 449 138 | 547 820 | 547 452 | 556 304 |

### Indice de fécondité et nombre de naissances
| Année | Fécondité | Naissances | Natalité | Année | Fécondité | Naissances | Natalité | Année | Fécondité | Naissances | Natalité |
| ----- | --------- | ---------- | -------- | ----- | --------- | ---------- | -------- | ----- | --------- | ---------- | -------- |
| 1990  | 1,97      | 5 093      | 12,5 %   | 2000  | 1,00      | 2 696      | 7,0 %    | 2010  | 1,45      | 4 184      | 11,0 %   |
| 1991  | 1,80      | 4 567      | 11,2 %   | 2001  | 1,02      | 2 777      | 7,3 %    | 2011  | 1,47      | 4 252      | 11,2 %   |
| 1992  | 1,59      | 3 976      | 9,6%     | 2002  | 1,07      | 3 058      | 8,1 %    | 2012  | 1,62      | 4 584      | 12,0 %   |
| 1993  | 1,29      | 3 395      | 8,2 %    | 2003  | 1,15      | 3 279      | 8,7 %    | 2013  |           | 4 463      | 11,6 %   |
| 1994  | 1,16      | 3 138      | 7,6 %    | 2004  | 1,24      | 3 681      | 9,7 %    |       |           |            |          |
| 1995  | 1,10      | 2 975      | 7,3 %    | 2005  | 1,29      | 3 641      | 9,6 %    |       |           |            |          |
| 1996  | 1,02      | 2 776      | 6,9 %    | 2006  | 1,30      | 3 840      | 10,1 %   |       |           |            |          |
| 1997  | 1,02      | 2 764      | 6,9 %    | 2007  | 1,36      | 3 994      | 10,5 %   |       |           |            |          |
| 1998  | 0,94      | 2 513      | 6,4 %    | 2008  | 1,41      | 4 170      | 11,0 %   |       |           |            |          |
| 1999  | 0,95      | 2 551      | 6,6 %    | 2009  | 1,45      | 4 257      | 11,2 %   |       |           |            |          |

### Structure par âge
0-14 ans : 14.3 %  (homme 27.856/femme 26,532)
15-64 ans : 70.3 %  (homme 126,918/femme 141,304)
65 ans et plus : 15.4 %  (homme 19,038/femme 39,826) (2013 officiel)

### Âge médian
total : 40.2 ans 
homme : 36.0 ans 
femme : 44.6 ans   (2013 officiel)

### Composition ethnique
Selon le recensement de 2001, la répartition ethnique de la population était la suivante : 71,6 % de Russes, 22,4 % d'Ukrainiens, 1,6 % de Biélorusses, 1,2 % de Tatars, 0,3 % d'Arméniens, 0,3 % de Juifs, 0,2 % de Moldaves/Roumains et 0,2 % d'Azerbaïdjanais. Quelle que soit leur origine, ils sont presque exclusivement russophones.

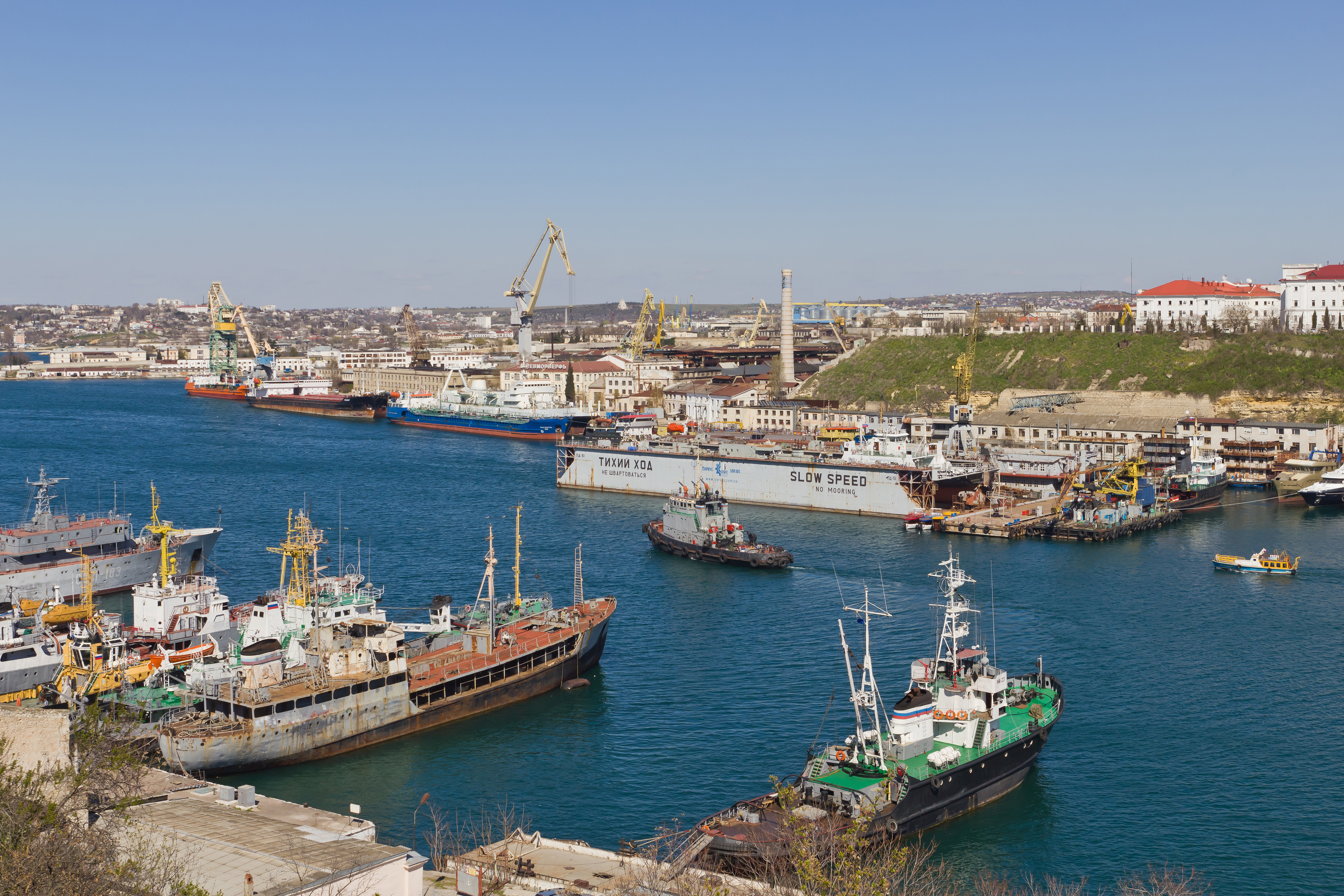
Vue sur Sébastopol.

## Enseignement
Outre sa vocation navale, Sébastopol est une ville universitaire avec de nombreux établissements d'enseignement supérieurs:
- Université d'État de Sébastopol, fondée en 2014
- École supérieure navale militaire de la mer Noire Nakhoumov (1937-1992), refondée en 2014
- Filiale de l'université de Moscou Lomonossov de Sébastopol, fondée en 1999
- Filiale de l'université russe d'économie Plekhanov
- Filiale de l'université d'État navale Ouchakov de Novorossiisk
- Institut d'économie et de sciences humaines Vernardski

Parmi les établissements secondaires, l'on distingue:
- École présidentielle des cadets de Sébastopol, fondée en 2014

## Culte
En 2020, Sébastopol enregistre 108 lieux de cultes de confessions et organisations religieuses dont 69 dépendent de l'Église orthodoxe russe et 3 des vieux-croyants, 1 chapelle uniate gréco-byzantine, 1 mosquée (construite en 1914 et restaurée en 2000) et 5 lieux de prière de l'islam sunnite, 2 synagogues (dont une juive orthodoxe), 1 paroisse catholique, 1 paroisse luthérienne. Il existe aussi d'autres groupes de divers mouvements protestants venus des États-Unis depuis les années 1990 (1 église néo-apostolique, 5 communautés évangéliques, 1 maison de prière pentecôtiste et 5 baptistes, une communauté adventiste), un groupe mormon et quelques adeptes du mouvement Krishnamurti.

## Base navale russe

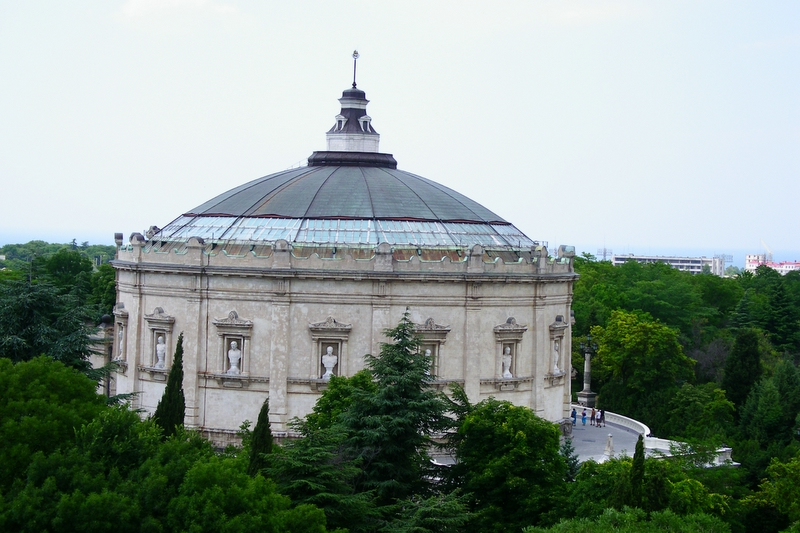
Musée du Siège de Sébastopol (1854-1855), construit par Valentin Feldmann.

La première implantation d’une base navale date de 1783, année de rattachement de la Crimée à l’Empire russe, l'implantation comprenait le Chantier naval de Sébastopol. Par la suite la base se développa et durant la période soviétique fut l’une des principales bases de la marine soviétique.
Lors de la dislocation de l’URSS et de l’indépendance de l’Ukraine, le statut de la base fit l’objet d’intenses discussions. Selon le traité de 1997, la base navale de la Marine russe située à Sébastopol, était louée grâce à un bail signé entre la Russie et l'Ukraine. Ce traité suivait une longue dispute politique et diplomatique entre la Russie et la nation nouvellement indépendante d'Ukraine. Au tout début, Moscou refusait de reconnaître la souveraineté ukrainienne sur Sébastopol ainsi que sur toute la région environnante de Crimée, prétextant que la ville n'avait pratiquement jamais intégré la république socialiste soviétique d'Ukraine du fait qu'elle avait un statut spécial de base militaire. C'est par la suite, grâce aux clauses bilatérales du traité d'amitié russo-ukrainien que l'appartenance de Sébastopol à l'Ukraine fut confirmée. Cependant les autorités qui se succédèrent au pouvoir à Kiev menaçaient régulièrement d'annuler le bail ou de ne plus le reconduire. Finalement la révolution de Maïdan (2013-2014) débouche sur la crise de Crimée en mars 2014 et au rattachement de la Crimée et de la ville-territoire de Sébastopol à la fédération de Russie par référendum (96 % des voix se prononcent en faveur de ce rattachement).
Le commandement de la base navale et les organisations russes en fait ont toujours été prédominants à Sébastopol, et le commerce et la vie culturelle ont toujours été orientés vers la Russie. En effet, le transfert de Sébastopol à l'Ukraine n'avait jamais vraiment été accepté par la société locale et la société russe (ainsi que certains hommes d'État). Le tissu social a toujours bénéficié d'appuis et de subsides de la part de la Russie, ainsi que de la collaboration économique de différentes villes russes, comme Moscou. L'éducation (écoles, universités) et les activités culturelles de Sébastopol (particulièrement celles en faveur des employés de la Marine russe et de leurs familles) sont depuis l'origine liées à la Russie. Les autorités ukrainiennes ne contrôlaient en fait que les impôts et la police.
L'ancienne flotte soviétique de la mer Noire ainsi que toutes les installations étaient divisées de 1995 à 2014) entre la flotte de la mer Noire et la Marine ukrainienne. Les navires ukrainiens ont quitté Sébastopol en avril 2014 et un grand nombre de ses marins se sont engagés du côté russe. Désormais le port est entièrement sous drapeau russe, comme le reste de la Crimée. Après l'intermède d'Alexeï Tchaly, pendant le transfert de souveraineté, le gouverneur de la ville d'importance fédérale depuis le 14 avril 2014 était le vice-amiral (ER) Sergueï Méniaïlo, à qui a succédé Dmitri Ovsiannikov le 28 juillet 2016 (par intérim).

## Festivités

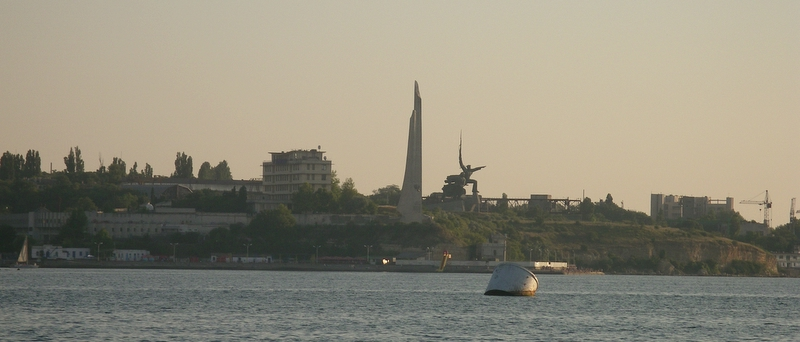
Vue sur Sébastopol depuis la mer.

Chaque année le dernier dimanche de juillet, à l'occasion du jour de la marine russe, les touristes affluent dans la cité portuaire de Sébastopol. Avec sa base navale, la ville symbolise les liens qui unissent la Russie à la Crimée depuis le XVIIIe siècle.

## Culture
La municipalité de Sébastopol dispose de plusieurs cinémas, théâtres, salles de concert, musées, dont :
- le théâtre académique russe Lounatcharski ;
- le théâtre de la flotte de la mer Noire Lavrenev ;
- le théâtre d'enfance et de jeunesse ;
- le musée des beaux-arts Krochitski de Sébastopol ;
- le delphinarium de Sébastopol ;
- la galerie russe des beaux-arts (en construction) ;
- le musée des fortifications de Sébastopol dont la batterie Michel ;
- le musée de la flotte de la mer Noire ;
- le panorama du siège de Sébastopol par Franz Roubaud ;
- Le diorama de l'assaut sur les monts Sarpoun en 1944 ;
- le navire-musée Smetlivy ;
- le musée de la 35e batterie dans la baie des cosaques ;
- le musée naval de Balaklava ;
- le musée souterrain de Sébastopol fondé en 2018.

Les visiteurs peuvent aussi étudier et contempler le site antique de Chersonèse, classée au patrimoine mondial et d'autres vestiges archéologiques.

## Jumelages
| Ville | Ville                     | Pays | Pays     | Période                   |
| ----- | ------------------------- | ---- | -------- | ------------------------- |
|       | Belgorod                  |      | Russie   |                           |
|       | Ferrare                   |      | Italie   |                           |
|       | Galați                    |      | Roumanie |                           |
|       | Kronstadt                 |      | Russie   |                           |
|       | Petropavlovsk-Kamtchatski |      | Russie   |                           |
|       | Saint-Pétersbourg         |      | Russie   | depuis 2000               |
|       | Severodvinsk              |      | Russie   | depuis le 22 février 2015 |

### Filmographie
- Sur les quais de Sébastopol, film documentaire d'Andrei Schwartz, Allemagne, 2008, 85 min.